# Rue Livingstone
La rue Livingstone est une voie du 18e arrondissement de Paris, en France.

## Situation et accès
La rue Livingstone est une voie publique située dans le 18e arrondissement de Paris. Elle débute au 8, rue d'Orsel et se termine au 2, rue Charles-Nodier.
Le quartier est desservi par la ligne 2 à la station Anvers.

## Origine du nom

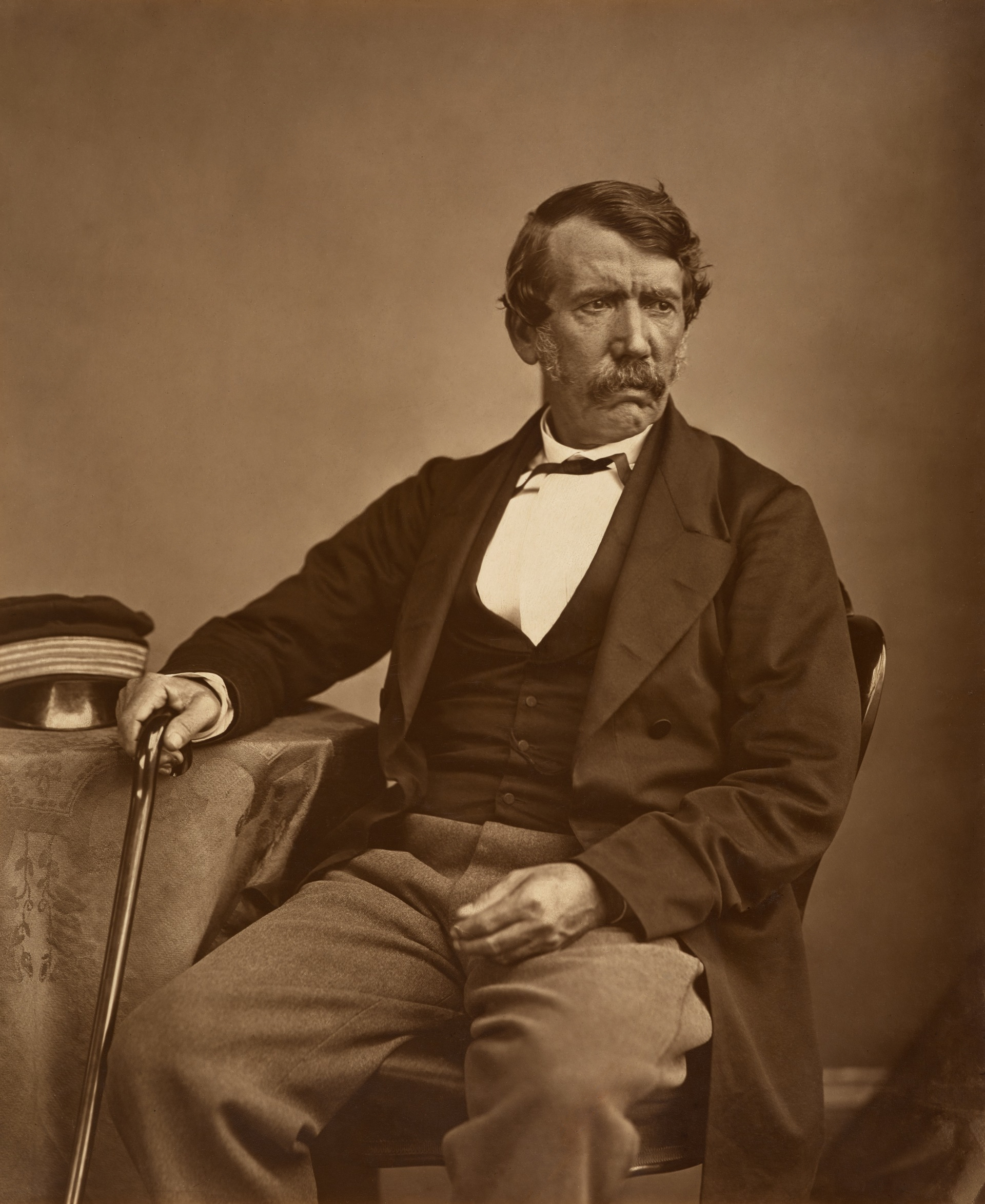
David Livingstone.

Elle porte le nom de l'explorateur anglais David Livingstone (1813-1873). 

## Historique
Cette voie est ouverte par un décret du 11 août 1867 et elle prend sa dénomination actuelle par un décret du 10 novembre 1877.